# Левин, Курт
Курт Ца́дек Леви́н (нем. Kurt Zadek Lewin; 9 сентября 1890, Могильно, провинция Позен, Пруссия — 12 февраля 1947, Ньютонвилл, штат Массачусетс, США) — немецкий и американский психолог, чьи идеи оказали большое влияние на американскую социальную психологию и многие другие школы и направления, в том числе на теорию культурного развития Льва Выготского и исследователей «круга Выготского». Многие вопросы, которыми он занимался, стали основополагающими для психологов — уровень притязаний, групповая динамика, социальная перцепция, игровые ситуации, стремление к успеху и избегание неудач, теория поля, временна́я перспектива.

## Биография
Курт Цадек Левин родился в Могильно (тогда Королевство Пруссия) в еврейской семье. Его отец Леопольд Левин (1852, Могильно — 1934, Берлин) занимался торговлей, мать — Реха Энгель (1866, Берлин —1943, концлагерь Собибор), чья семья происходила из Новогарда. У него были два брата и сестра. С 1905 года жил с родителями в Берлине. В начале Первой мировой войны был призван в германскую армию, демобилизован после ранения. Продолжил учёбу в Берлинском университете под руководством Карла Штумпфа (1848—1936). В августе 1933 года после прихода к власти нацистов эмигрировал в США. Позднее Левин возглавил Исследовательский центр групповой динамики (Research Center for Group Dynamics) в Массачусетском технологическом институте. По предложению Эрика Триста из Тавистокского института человеческих отношений, участвовал в создании научного журнала «Человеческие отношения» (Human Relations) (1947) (издательство Tavistock Publications).

## Теория поля
Теорию поля Курт Левин разработал в русле гештальтпсихологии. Понятие «поля» в данной теории обозначается как «тотальность сосуществующих фактов, которые мыслятся как взаимозависимые». Человек, писал К. Левин, живёт и развивается в «психологическом поле» окружающих его предметов.
Курт Левин вводит понятие квазипотребности, подразумевающее под собой намерение, которое появляется в определённой ситуации, а также которое обусловливает деятельность человека и стремится к разрядке. Каждый предмет имеет для человека свою валентность — своего рода энергетический заряд, вызывающий у человека специфическое напряжение, требующее разрядки. Поведение человека делится на волевое и полевое. Волевое — вызвано внутренними потребностями и мотивами, а полевое — влиянием внешних объектов.
Вот описание эксперимента, показывающего, как выглядит наиболее яркое полевое поведение, не зависящее от внутреннего мира человека
Испытуемого, которого пригласили якобы с целью исследования его «интеллекта» или «памяти», просили минуточку подождать. «Я забыл, что мне необходимо позвонить», — говорил экспериментатор, выходил из комнаты, а сам наблюдал (через зеркало Гезелла) за тем, что будет делать испытуемый, оставшись один. Все без исключения испытуемые (а это были не только студенты, но и сотрудники берлинского института психологии — профессора, доценты) производили какие-то манипуляции с предметами: некоторые перелистывали книгу, трогали «шкафчик», проводя пальцем по бисерной занавеске; все без исключения позванивали колокольчиком.
В теории поля Левин пытался применить топологию для создания геометрии психологического описания поведения человека — годологии.

## Социальная психология
Работы Левина оказали большое влияние на социальную психологию, технологию разрешения конфликтов, ему принадлежит идея проведения групповых тренингов для изменения тех или иных особенностей поведения. «Обычно легче изменить индивидуумов, собранных в группу, чем изменить каждого из них в отдельности».
Одним из направлений изучения Курта Левина в социальной психологии является теория лидерства. В 1939 году Курт Левин возглавил созданную группу исследователей, целью которой было изучение феномена лидерства. Основным результатом исследования является выделение трёх стилей лидерства: авторитарный, демократический и попустительский.

## Научная школа
Курт Левин известен во многом благодаря работам своих последователей. Непосредственными учениками Курта Левина были Блюма Зейгарник (исследование памяти, широко известен так называемый эффект Зейгарник), Тамара Дембо (экспериментальные исследования гнева), Гита Биренбаум (исследования забывания намерения), Фриц Хайдер (автор теории баланса), Леон Фестингер (автор теории когнитивного диссонанса), Роджер Баркер (исследования психологии окружающей среды) и многие другие.
О формирующем влиянии на себя его работ упоминал Дэвид Эллиот Лойе. По мнению последнего, Левин был "первым действительно настоящим системным психологом".

## Публикации Курта Левина на русском языке
- Левин К. Теория поля в социальных науках / [Пер. Е. Сурпина]. — СПб.: Речь, 2000.
- Левин К. Разрешение социальных конфликтов / [Пер. с англ. И. Ю. Авидон]. — СПб.: Речь, 2000.
- Левин К. Динамическая психология: Избранные труды / Под общ. ред. Д. А. Леонтьева и Е. Ю. Патяевой; [сост., пер. с нем. и англ. яз. и науч. ред. Д. А. Леонтьева, Е. Ю. Патяевой]. — М.: Смысл, 2001.